# 1884 az irodalomban
Az 1884. év az irodalomban.

## Megjelent új művek
- Ludwig Anzengruber német író regénye: Der Sternsteinhof[1]
- Anton Pavlovics Csehov korai regénye: Dráma a vadászaton (Драма на охоте), 1884. augusztus –1885. április
- Joris-Karl Huysmans francia író, művészeti kritikus „különös esztéta-regénye:” À rebours (Visszájára)[2]
- Henryk Sienkiewicz lengyel író történelmi regénye: Tűzzel-vassal (Ogniem i mieczem), a trilógia első része. A második rész (Potop) könyv alakban 1886-ban, a harmadik (Pan Wołodyjowski) 1888-ban jelenik meg
- Genfben megjelenik Lev Tolsztoj önéletrajzi jellegű Gyónása (Исповедь)
- Mark Twain: Huckleberry Finn kalandjai (Adventures of Huckleberry Finn)
- Jules Verne:
  - A lángban álló szigettenger (L’Archipel en feu)
  - Dél csillaga (L'etoile du sud)
- Émile Zola regénye: Életöröm (1884–1885) ?

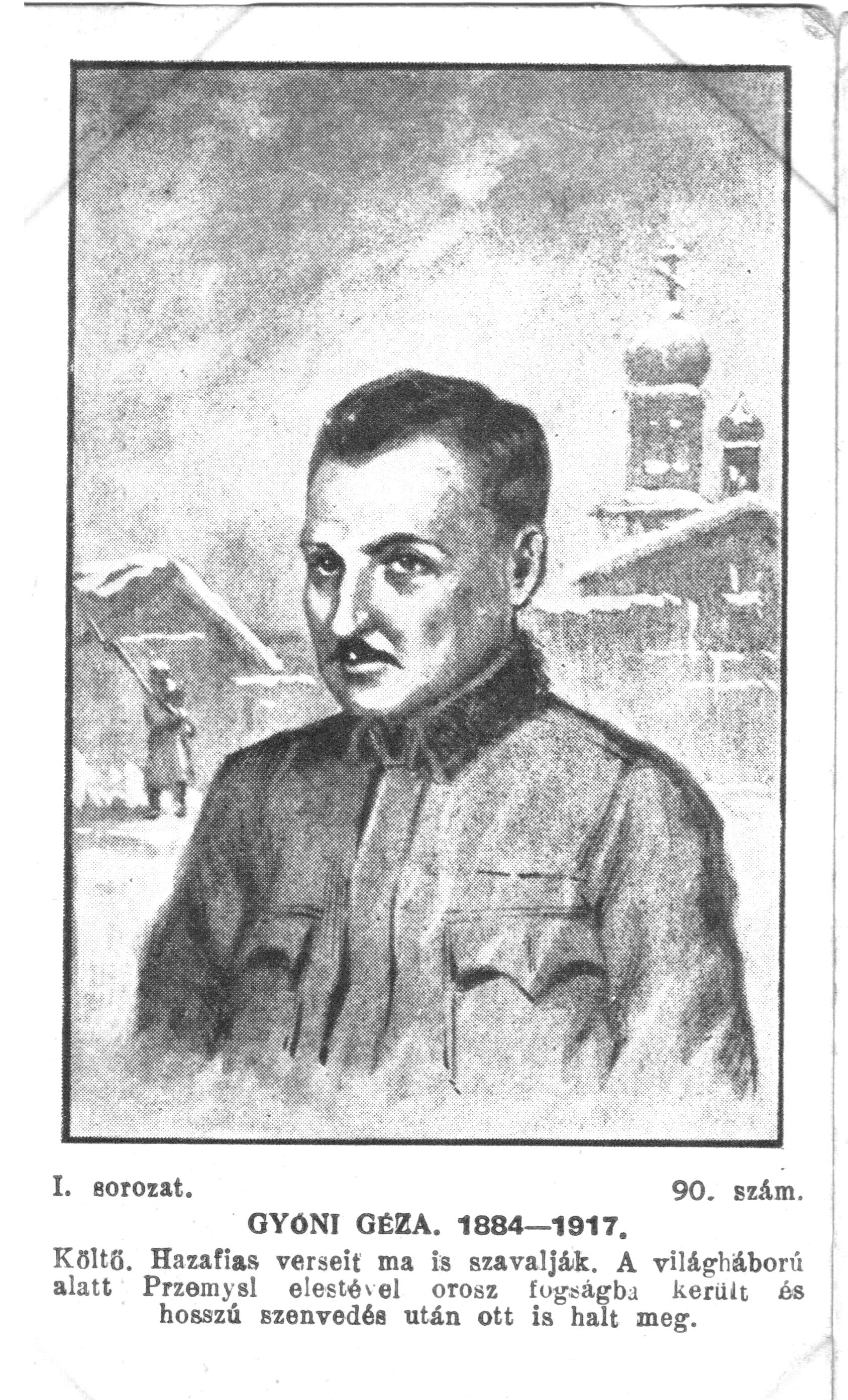
Gyóni Géza

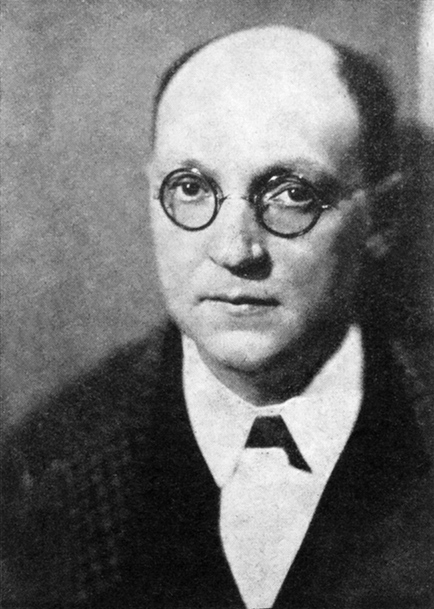
Georges Duhamel

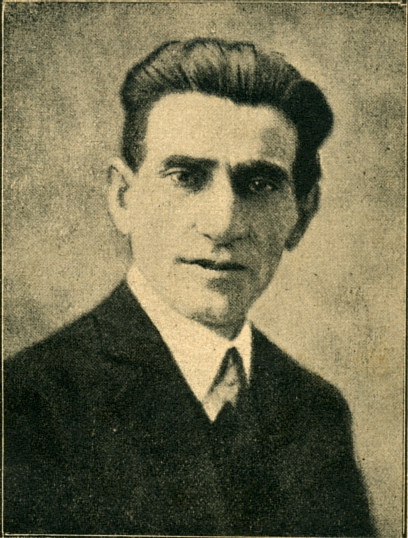
Panait Istrati

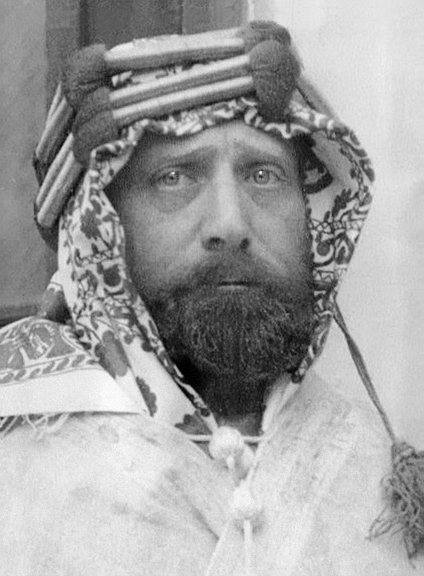
Germanus Gyula

### Költészet
- Leconte de Lisle verseskötete: Les Poèmes tragiques (Tragikus költemények)
- Paul Verlaine verseskötete: Jadis et Naguère, benne többek között:
  - L’Art poétique (Költészettan); az 1874-ben írt költemény „egyik alapszövege, krédója lett a szimbolizmusnak.”[3]

### Dráma
- Megjelenik Henrik Ibsen drámája, a Vadkacsa (Vildanden); bemutató: 1885. január 5.

### Magyar nyelven
- Az első Bródy Sándor-könyv: Nyomor (elbeszélések)
- Kiss József nagyobb elbeszélő költeménye: Mese a varrógépről
- Mikszáth Kálmán:
  - Nemzetes uraimék, az író első regénye
  - Az apró gentry és a nép (novellák, Scarron álnév alatt)
- Tolnai Lajos regénye: Az oszlopbáró
- Csiky Gergely:
  - Buborékok, vígjáték, bemutató a Nemzeti Színházban
  - Nóra, dráma négy felvonásban

## Születések
- január 20. – Gábor Andor regényíró, költő, publicista, dalszövegíró († 1953)
- február 1. – Jevgenyij Ivanovics Zamjatyin orosz regényíró, elbeszélő, drámaíró, műfordító († 1937)
- június 25. – Gyóni Géza, szibériai hadifogságban elpusztult magyar költő, újságíró († 1917)
- június 30. – Szép Ernő költő, író, színpadi szerző († 1953)
- június 30. – Georges Duhamel francia orvos, költő, író, esszéista († 1966)
- július 7. – Lion Feuchtwanger német regényíró († 1958)
- augusztus 4. – Balázs Béla író, költő, filmesztéta, kritikus († 1949)
- augusztus 10. – Panait Istrati román és francia nyelven alkotó román író († 1935)
- szeptember 26. – Reichard Piroska költő, műfordító, kritikus († 1943)
- november 6. – Germanus Gyula nemzetközi hírű magyar orientalista, arab nyelvészeti, kultúrtörténeti író, irodalmár, nyelvész, történész († 1979)
- december 3. – Laczkó Géza író, műfordító, lapszerkesztő († 1953)

## Halálozások
- március 10. – Bernardo Guimarães brazil író, regényíró, költő (* 1825)
- március 19. – Elias Lönnrot finn néprajzkutató, a Kalevala összeállítója  (* 1802)
- április 11. – Charles Reade angol író (* 1814)
- június 28. – Táncsics Mihály magyar író, publicista, az első szocialista politikusok egyike (* 1799)
- november 3. – František Doucha cseh író, műfordító, Dante- és Shakespeare-művek cseh nyelvre átültetője (* 1810)